# Virginie Kadjo
Virginie Kadjo (* 3. Mai 1973 in Paris) ist eine ehemalige französische Volleyball- und Beachvolleyballspielerin. Sie gewann je zwei Mal sowohl in der Halle als auch im Sand die französische Meisterschaft.

## Karriere

### Karriere Halle
Zunächst war Kadjo als Leichtathletin im Crosslauf aktiv. Im Alter von fünfzehn Jahren wurde sie von einer Freundin zum Volleyball überredet. Bei CSM Pantin hatte sie einen internationalen Schiedsrichter als Trainer. Durch ihn lernte sie den Juniorennationaltrainer kennen, der sie in sein Team aufnahm. 1992 erreichte sie mit der U20 das Halbfinale der Europameisterschaften. Ein Jahr später gewann sie mit der A-Nationalmannschaft die Silbermedaille bei den Mittelmeerspielen in der Region Languedoc-Roussillon. Mit ihrem neuen Verein CSM Clamart, für den sie seit 1990 am Netz stand, belegte sie in der gleichen Saison den siebzehnten Platz im CEV Cup.
Von 1994 bis 1996 hatte die aus der französischen Hauptstadt stammende Athletin ihre erfolgreichste Zeit im Spiel in der Halle. Mit dem Racing Club Cannes gewann sie in beiden Spielzeiten die Meisterschaft und in der zweiten Saison auch den Pokal ihres Heimatlandes. Die Mannschaft erreichte anschließend das Final Four Turnier der Champions League und wurde im Einladungsturnier Women’s Top Volley International Erste. 1997 stand Kadjo zum zweiten Mal mit der französischen Mannschaft auf dem Podest der Mediterranean Games und belohnte sich mit der Bronzemedaille.
Nach einem Jahr bei Aix Université Club stand die Außenangreiferin in den folgenden vier Spielzeiten bei USSP ALBI unter Vertrag. Beste Resultate waren der dritte Platz in der Meisterschaft 1998, das französische Pokalfinale 2001 und der fünfte Rang im Top Teams Cup eine Saison später. 2001 sicherte sich die 173fache Nationalspielerin mit La Grande Nation zum zweiten Mal Bronze bei den Jeux méditerranéens und stand auch im Kader bei der Europameisterschaft, die das Team auf dem achten Platz beendete.
Nach einer fünfjährigen Pause, in der sie sich ganz auf den Sport im Sand konzentrierte, war die gebürtige Pariserin noch zwei Jahre in der Halle aktiv. Mit ihrem zweiten Verein CSM Clamart, der zu diesem Zeitpunkt in der French Élite um Punkte und Spielgewinne kämpfte, erreichte sie sofort die Vizemeisterschaft und damit den Aufstieg in die Beletage des französischen Volleyballs. Der Verein aus dem Département Hauts-de-Seine belegte im folgenden Spieljahr den vierzehnten Rang in der ersten Liga. Anschließend beendete Virginie Kadjo ihre Karriere.

### Karriere Beach
Als ihre ehemalige Juniorentrainerin Anabelle Prawerman ihr vorgeschlagen hatte, den Sport im Sand auszuprobieren, bildete Kadjo 2002 mit Mathilde Giordano bei zwei Open-Wettbewerben der FIVB World Tour ein Beachduo mit überschaubaren Ergebnissen.
Mit Ethel-Julie Arjona schied sie bei der Europameisterschaft in der gleichen Saison in Basel nach zwei Niederlagen gegen die Spanierinnen Alcon/Cati Pol und die Deutschen Ahmann/Vollmer früh aus, entschädigte sich aber dafür mit dem Gewinn der französischen Meisterschaft. Ein Jahr später wurden die beiden Französinnen Fünfte der Mailand Open, kamen aber in der Gruppenphase der WM in Rio de Janeiro nicht über den letzten Platz hinaus. Stattdessen gelang Kadjo 2004 Titel Nummer Zwei in Frankreich, für ihre Partnerin war es bereits der dritte Erfolg. Bei der EM am Timmendorfer Strand setzten sie sich in der Vorrunde gegen zwei ukrainische Duos durch und unterlagen im Achtelfinale den Deutschen Pohl/Rau in drei Sätzen. Im gleichen Jahr wurden sie bei drei Open-Turnieren der FIVB World Tour Neunte und in Mailand Siebte. In ihrem ersten Spiel der WM 2005 in Berlin verloren sie gegen die Norwegerinnen Håkedal/Tørlen und scheiterten nach zwei Siegen auf der Verlierer-Seite an dem kubanischen Team Ribalta/Crespo. Anschließend standen sie in zwei Endspielen von Satellite-Turnieren, von denen sie eins gewannen und wurden Fünfte der Montreal Open. 2006 erreichten sie ein drittes Mal gemeinsam das Endspiel ihrer Landesmeisterschaften. Anschließend trennten sich die beiden.
Nachdem Virginie Kadjo von Ende 2006 bis 2007 mit ihrer neuen Partnerin Tatiana Barrera als bestes Ergebnis einen dreizehnten Platz bei den Open in Phuket erkämpft hatte, beendete sie nach dem Grand Slam von Stavanger ihre Beachkarriere.

## Privates
Die Schwester von Kadjo heißt Isabelle und spielte ebenfalls Volleyball, allerdings nicht auf dem hohen Niveau wie Virginie. Die Leistungssportlerin studierte während ihrer aktiven Zeit in Pantin und Clamart am INSEP. Nach einer Umschulung machte sie sich das Gelernte zunächst bei einem Arbeitgeber für Sportcoaching zunutze. Später gründete sie ihre eigene Firma. Nach einer Pause aufgrund der Geburt von Zwillingen, beide waren Jungen, arbeitete sie wieder in ihrer Firma.